# Cogolin
Cogolin település Franciaországban, Var megyében. Lakosainak száma 12 076 fő (2022. január 1.). Cogolin Cavalaire-sur-Mer, La Croix-Valmer, Gassin, Grimaud és La Môle községekkel határos.

## Népesség
A település népességének változása:
| Lakosok száma | 11 642 | 12 387 | 12 232 | 11 736 | 11 556 | 11 311 | 11 794 | 11 762 | 12 076 |
|               | 2013   | 2015   | 2016   | 2017   | 2018   | 2019   | 2020   | 2021   | 2022   |